# 三宝磨

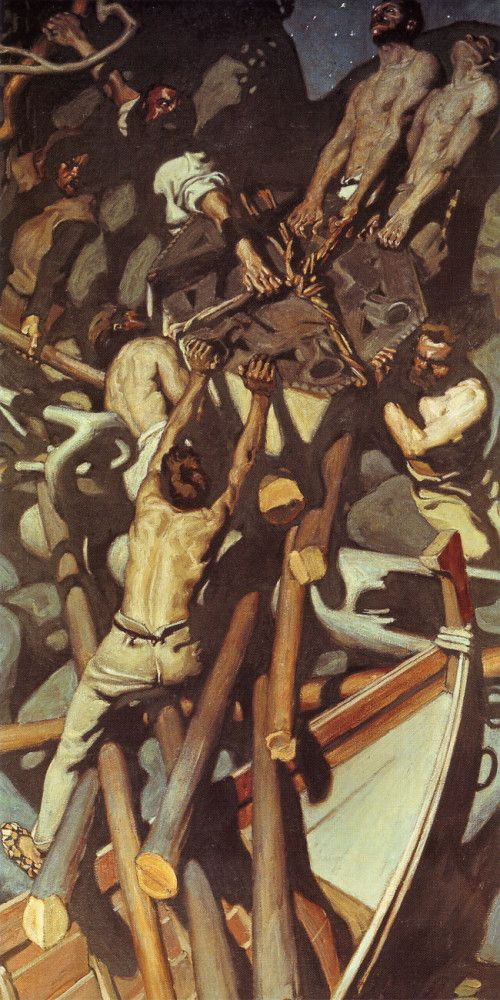
《盗窃三宝磨》，阿克塞利·加伦-卡勒拉（1897年）

三宝（芬蘭語：Sampo），又称三宝磨，是在芬蘭神話中一種神奇的磨，可以給持有者帶来麥子、盐和金錢等。類似於中國傳說中的聚宝盆。当三宝磨被盗时，据说伊尔玛利宁的家乡陷入困境，他派出了一支探险队去追回它，但在随后的战斗中它被粉碎并在海上遗失。

## 在卡勒瓦拉中的形象
三宝磨是芬兰史诗《卡勒瓦拉》情节的关键元素，该史诗是埃利亚斯·伦罗特基于早期的芬兰口头传说于1835年编撰（并于1849年扩充）。
在史诗扩充的第二个版本中，三宝磨是由知名铁匠伊尔玛利宁锻造的，来换取波赫约拉女王娄希的女儿为妻。

## 艺术创作中的三宝磨

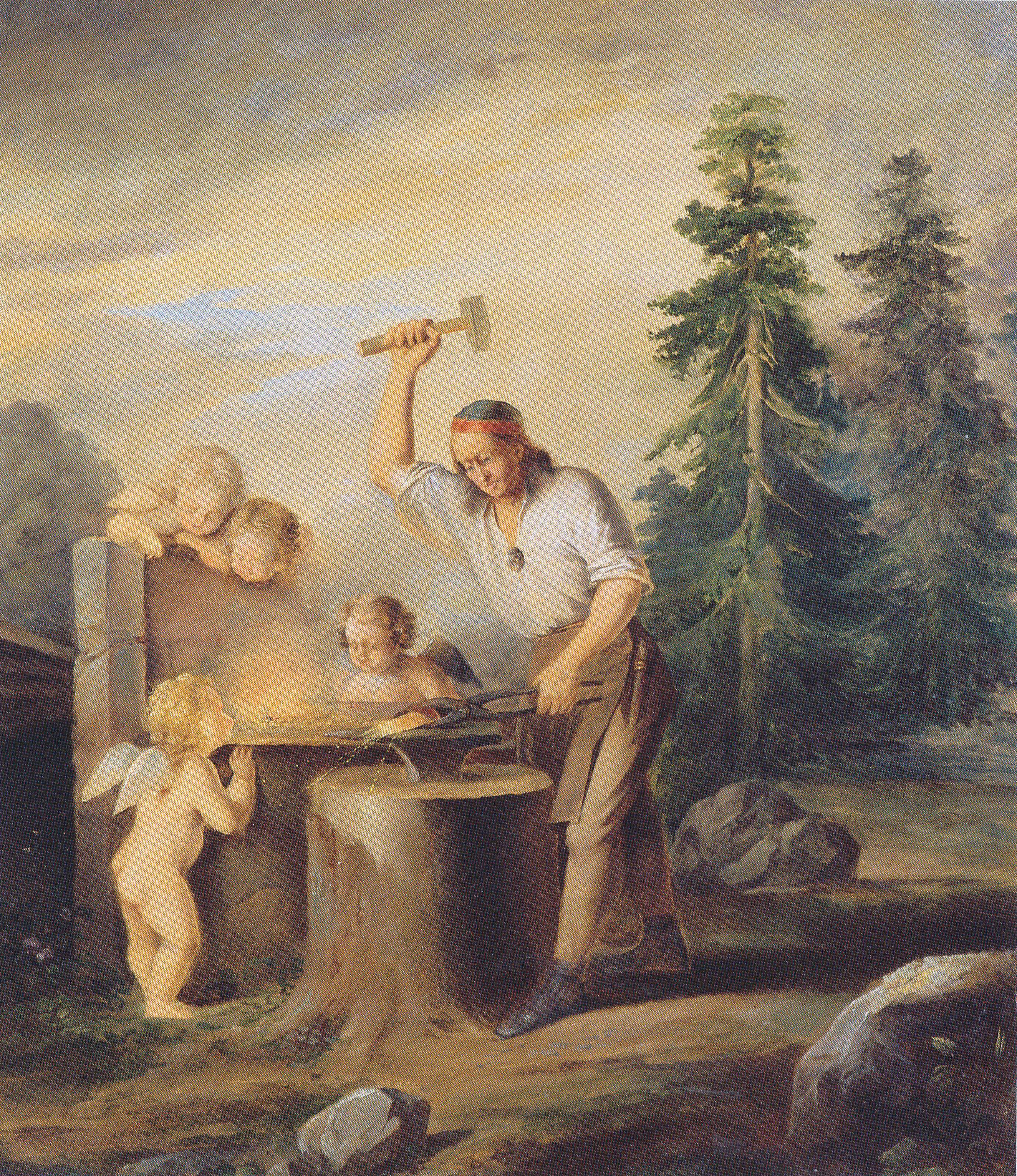
《伊尔马里宁锻造三宝磨》，Berndt Godenhjelm（19世纪）
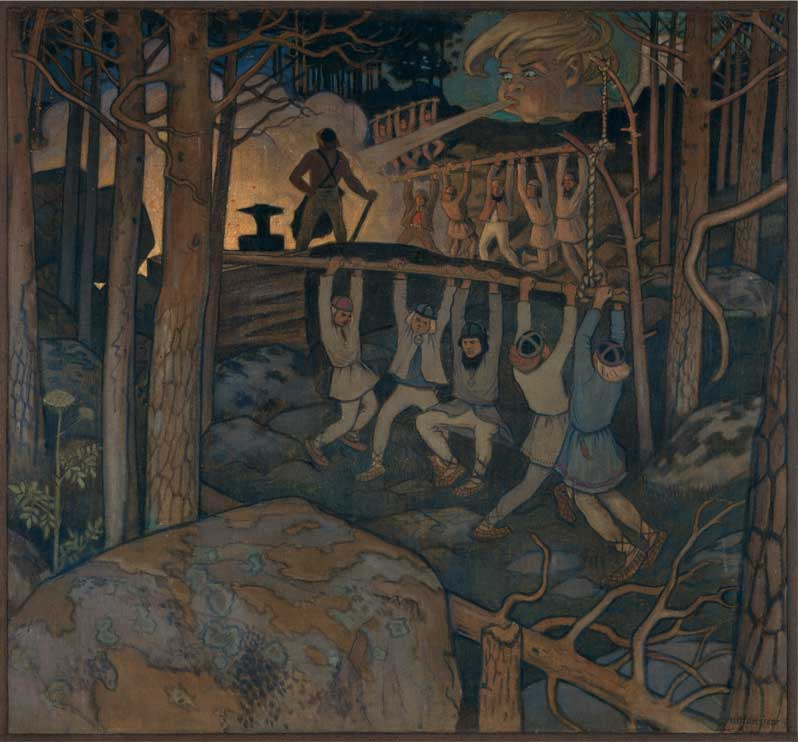
《锻造三宝磨》，Väinö Blomstedt（芬兰语）（1897年）
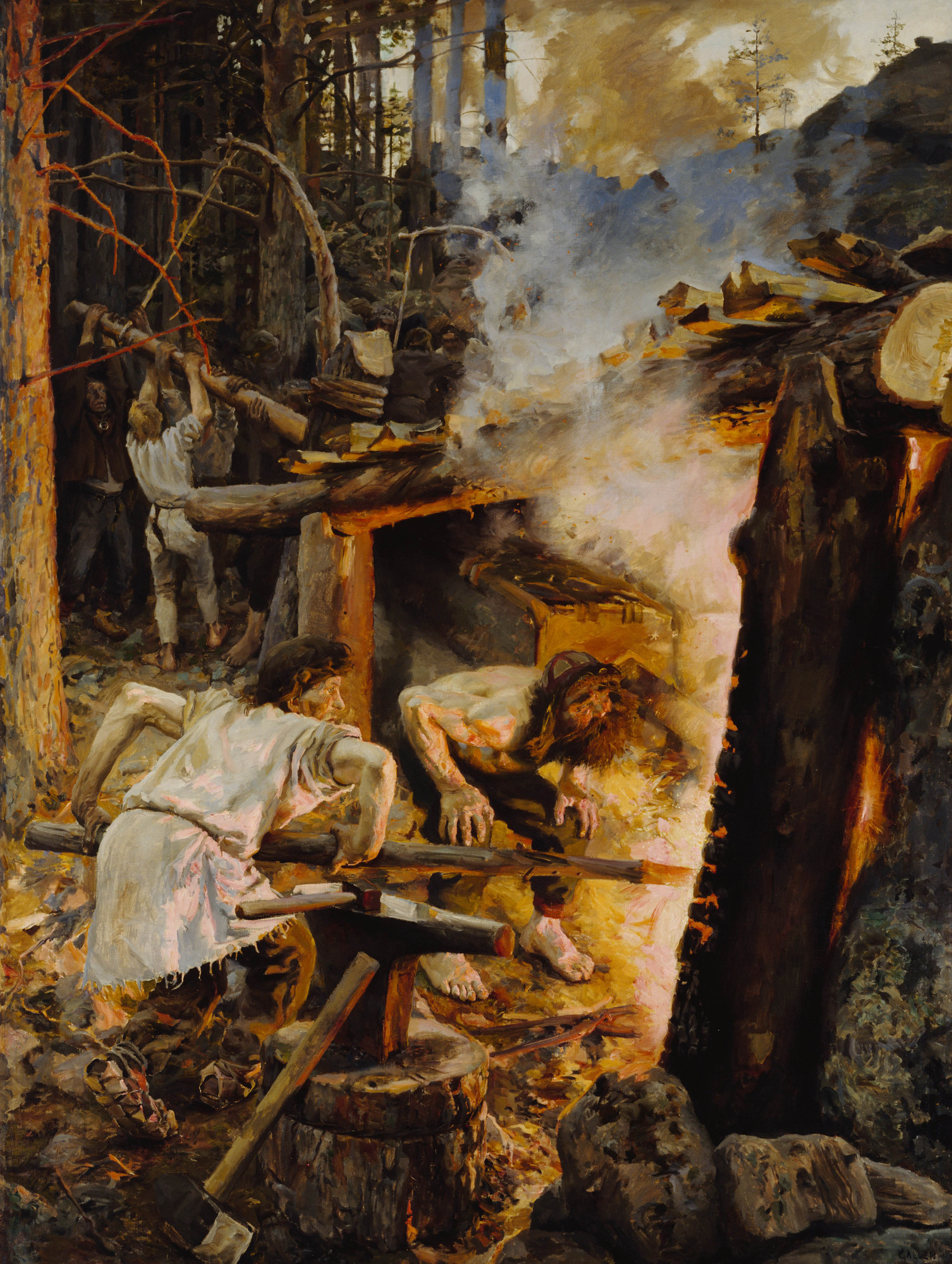
《锻造三宝磨》，阿克塞利·加伦-卡勒拉（1893年）
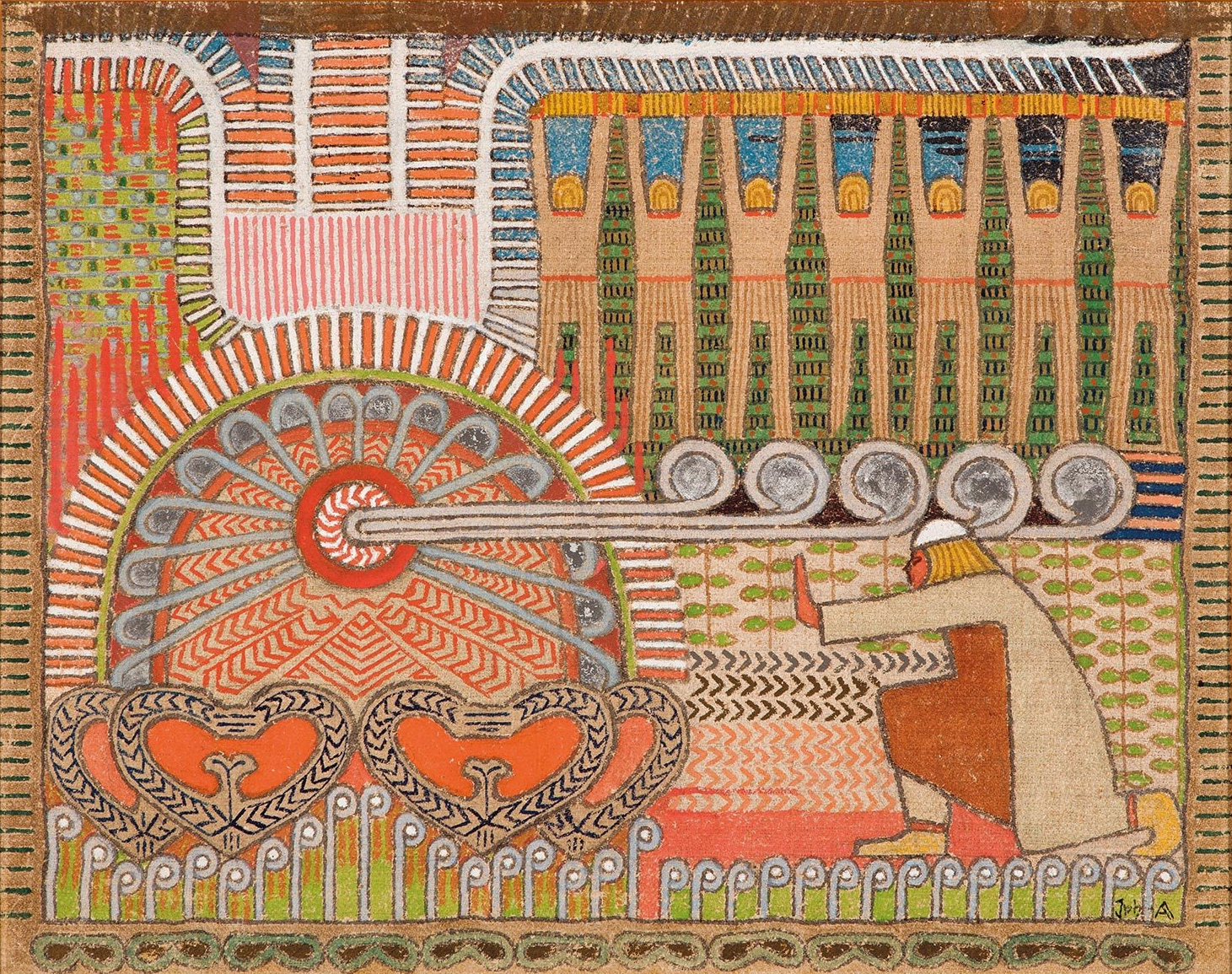
《锻造三宝磨》，Joseph Alanen（芬兰语）（1910–1911年）
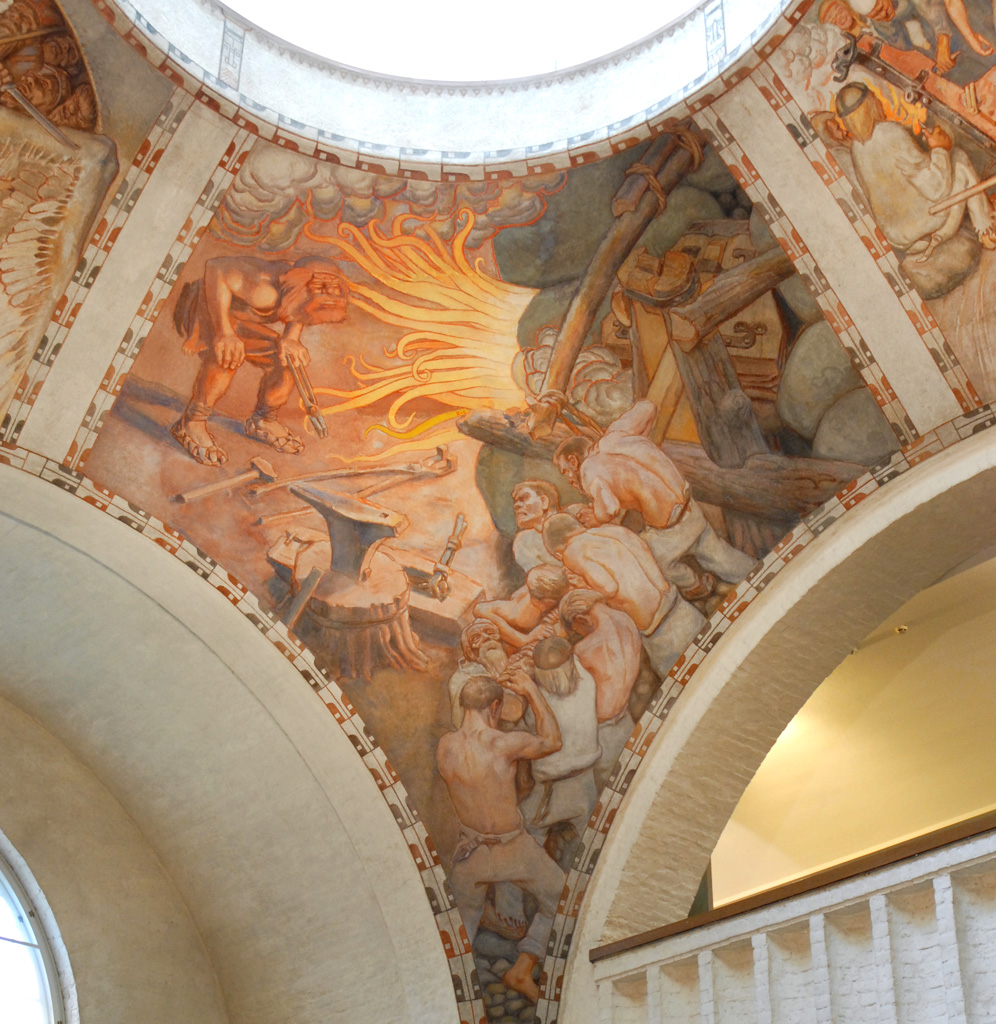
《锻造三宝磨》，位于芬兰国家博物馆里的壁画，阿克塞利·加伦-卡勒拉（1928年）
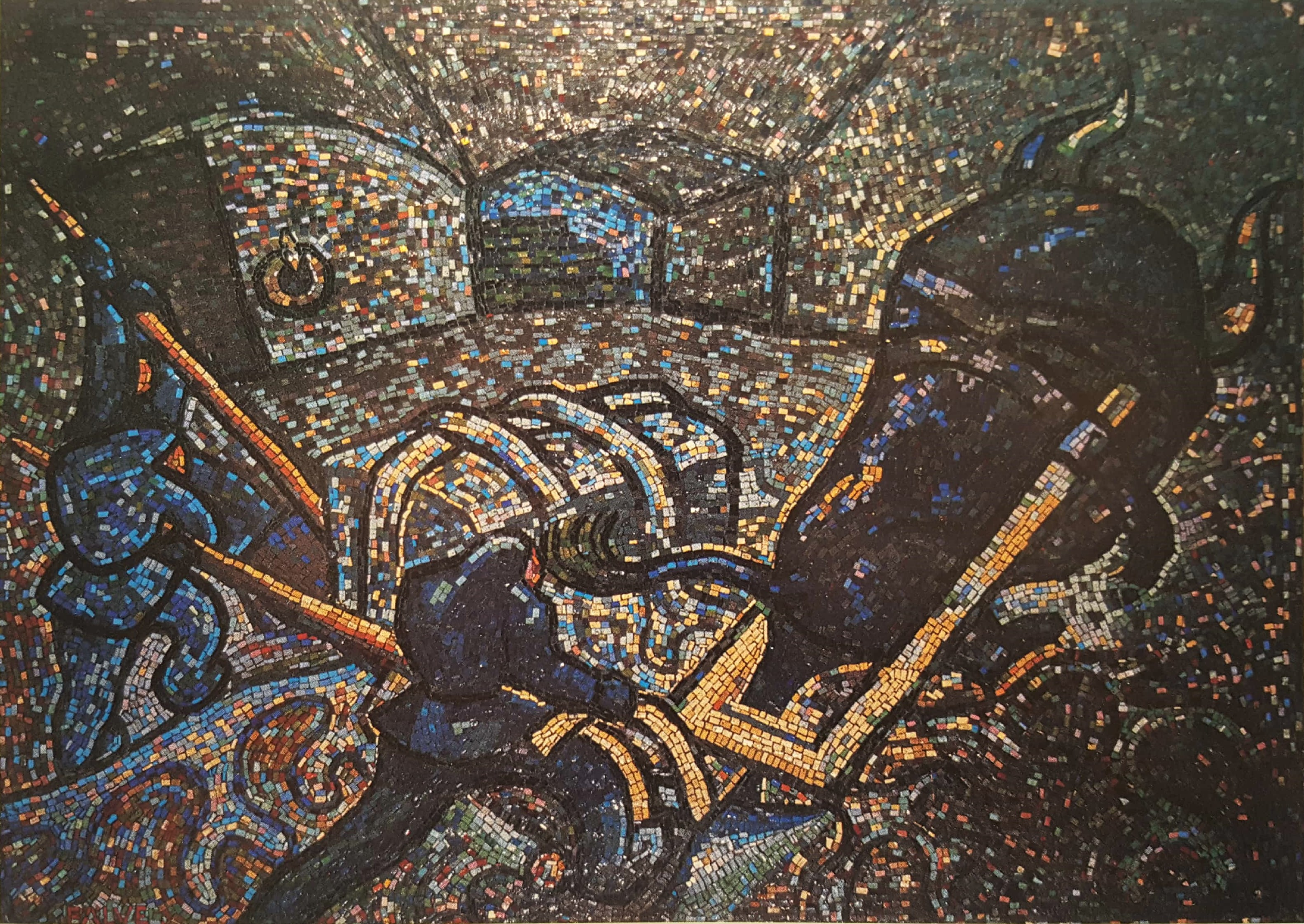
《取回三宝磨》，Veikko Aaltona（芬兰语）（1940年）
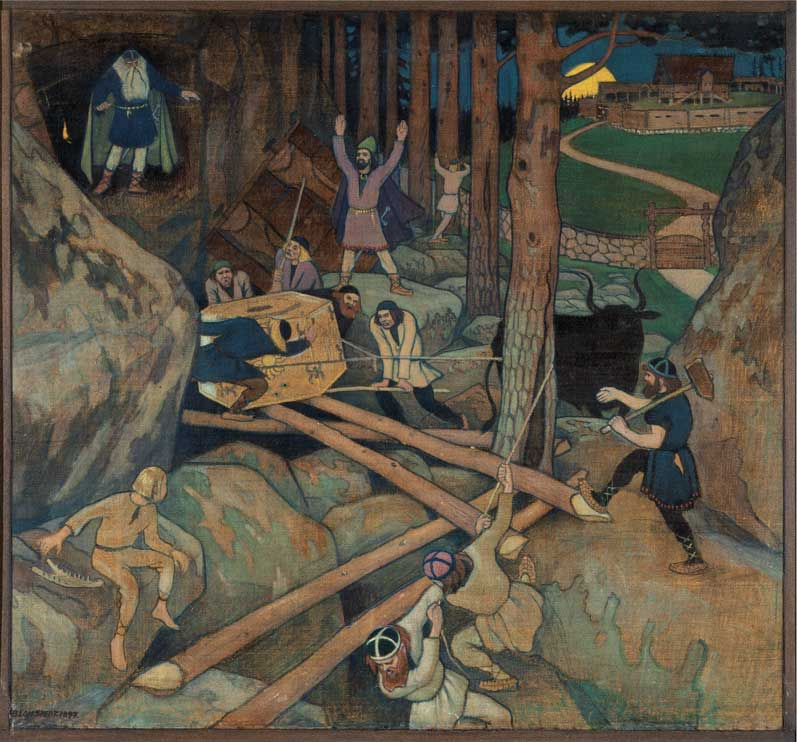
《盗窃三宝磨》，Väinö Blomstedt（1897年）
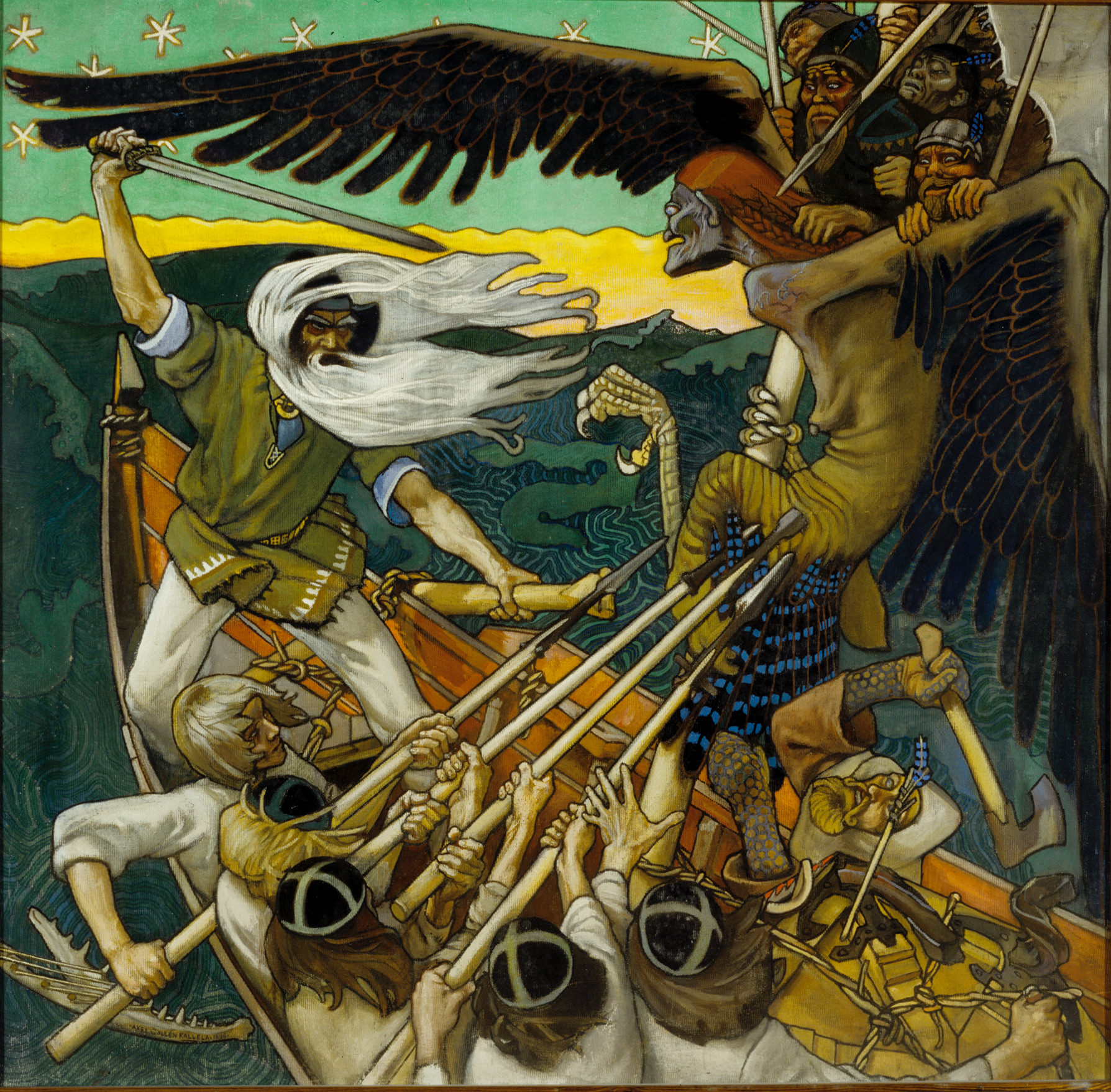
《保卫三宝磨》，阿克塞利·加伦-卡勒拉（1896年）
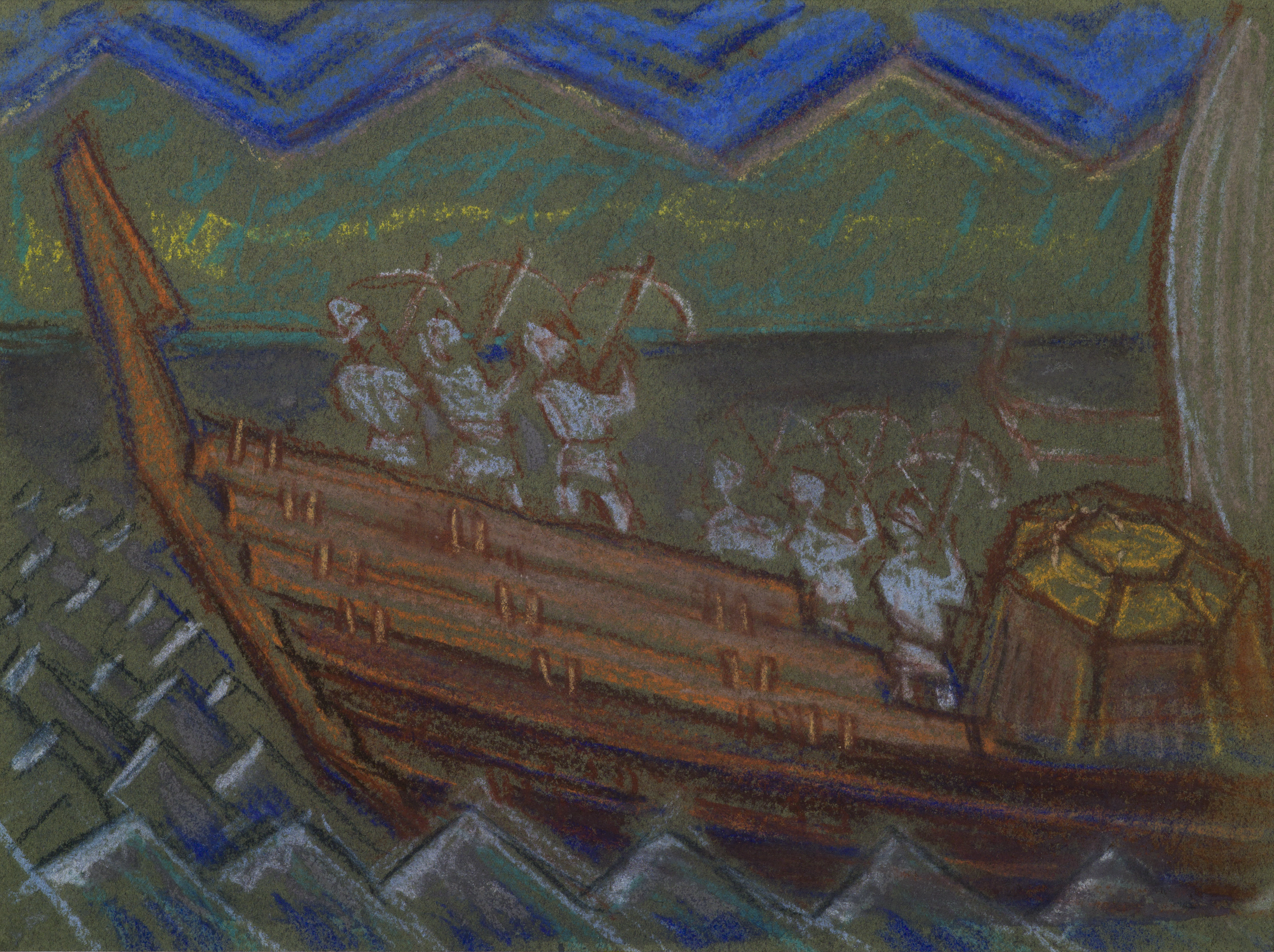
《弩手保卫三宝磨》，粉彩素描，阿克塞利·加伦-卡勒拉（20世纪早期）
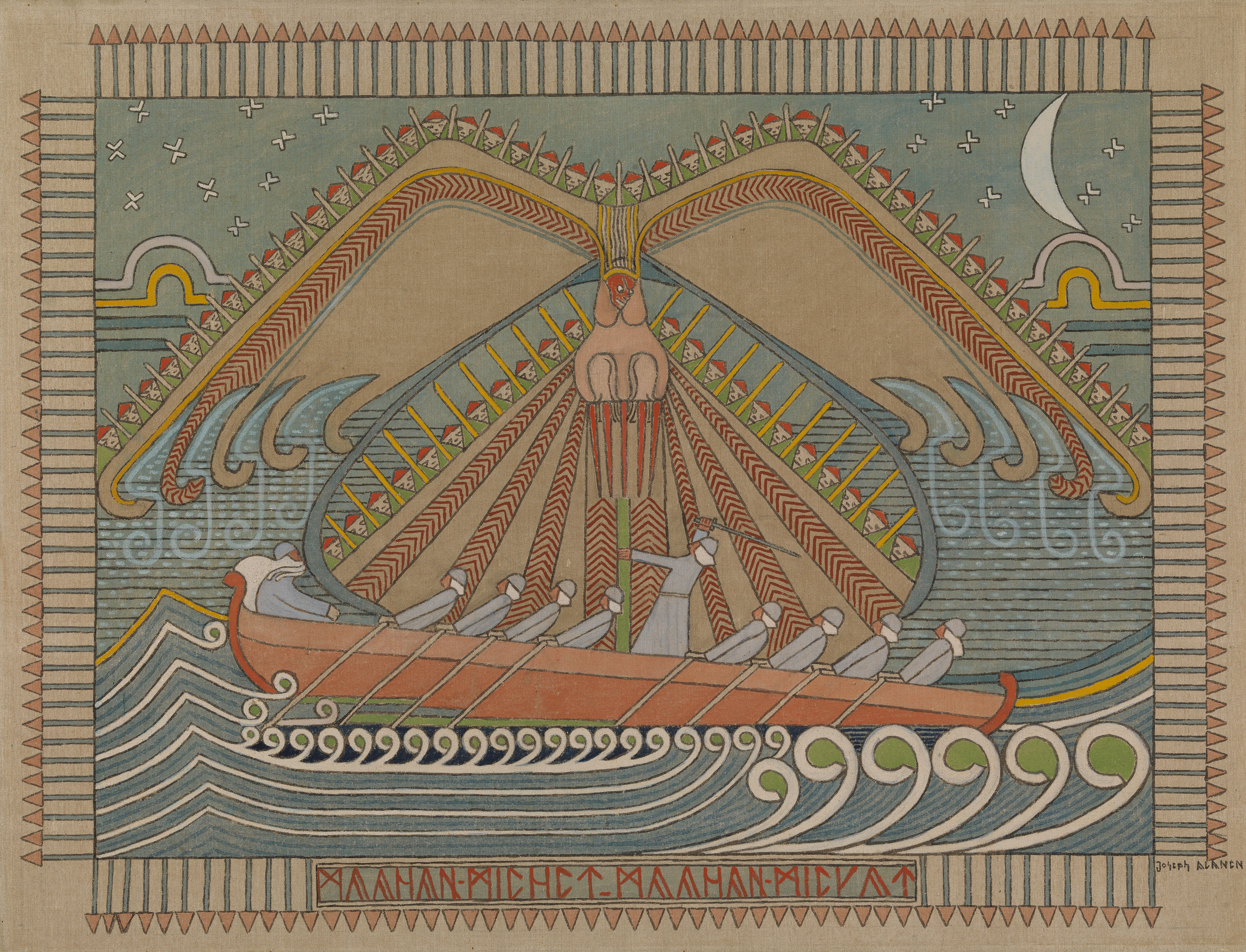
《保卫三宝磨》，Joseph Alanen（1910–1912年）